# Elk Township (comté de Clayton, Iowa)
Elk Township est un township, du comté de Clayton en Iowa, aux États-Unis,.
Le township est nommé en rapport avec l'abondance de cerfs (en anglais : Elk) présents dans le township.

## Source de la traduction
- (en) Cet article est partiellement ou en totalité issu de l’article de Wikipédia en anglais intitulé « Elk Township, Clayton County, Iowa » (voir la liste des auteurs).